# Medinilla arboricola
Medinilla arboricola là một loài thực vật có hoa trong họ Mua. Loài này được F.C. How mô tả khoa học đầu tiên năm 1963.